# میدان گازی گلشن
میدان گلشن یکی از میدان‌های گازی ایران است که در ۱۸۰ کیلومتری جنوب شرقی بوشهر و ۶۵ کیلومتری ساحل خلیج فارس قرار دارد. حجم گاز موجود در مخزن این میدان بین ۴۲ تا ۵۶ هزار میلیارد فوت مکعب است.
در ۵ دی ۱۳۸۶ (۲۶ دسامبر ۲۰۰۷) قراردادی بین شرکت ملی گاز ایران و گروه صنعتی SKS مالزی جهت توسعه برداشت گاز از این میدان و میدان گازی فردوسی به ارزش ۱۶ میلیارد دلار منعقد شد. همچنین در سال ۱۳۸۸ قراردادی با شرکت BGP چین جهت پروژه لرزه‌نگاری سه بعدی این میدان و میدان فردوس انجام شد.
از اهداف برنامه‌ریزی شده برای این قرارداد می‌توان به حفاری ۲۲ حلقه چاه، نصب دو سکوی تولید گاز در دریا، نصب دو خط لوله ۳۲ اینچه زیر دریایی انتقال گاز به خشکی، احداث یک پالایشگاه در ساحل به همراه تاسیسات مربوط به جداسازی مایعات هیدروکربنی، تثبیت میعانات گازی، صادرات ال‌پی‌جی، ساخت گوی شناور و اسکله صادرات ال‌ان‌جی و ... اشاره کرد.